# Hôtel de préfecture d'Indre-et-Loire
L'hôtel de préfecture d'Indre-et-Loire est un bâtiment situé à Tours dans le Vieux-Tours, en France. Il sert de préfecture au département d'Indre-et-Loire.

## Localisation
L'édifice est situé dans le département français d'Indre-et-Loire, sur la commune de Tours.

## Historique
L'hôtel de préfecture est installé sur le site de l'ancien couvent des visitandines de la Visitation, réaménagé entre 1806 et 1811 par François Derouet, architecte et capitaine du génie.
La grille en fer forgé de la grande porte d'entrée de la préfecture, provenant de l'abbaye de Beaumont-lès-Tours et datant de 1785, est classée au titre des monuments historiques le 30 octobre 1917.
La réunion du Conseil suprême interallié de Tours se tint le 13 juin 1940 à la préfecture de Tours.

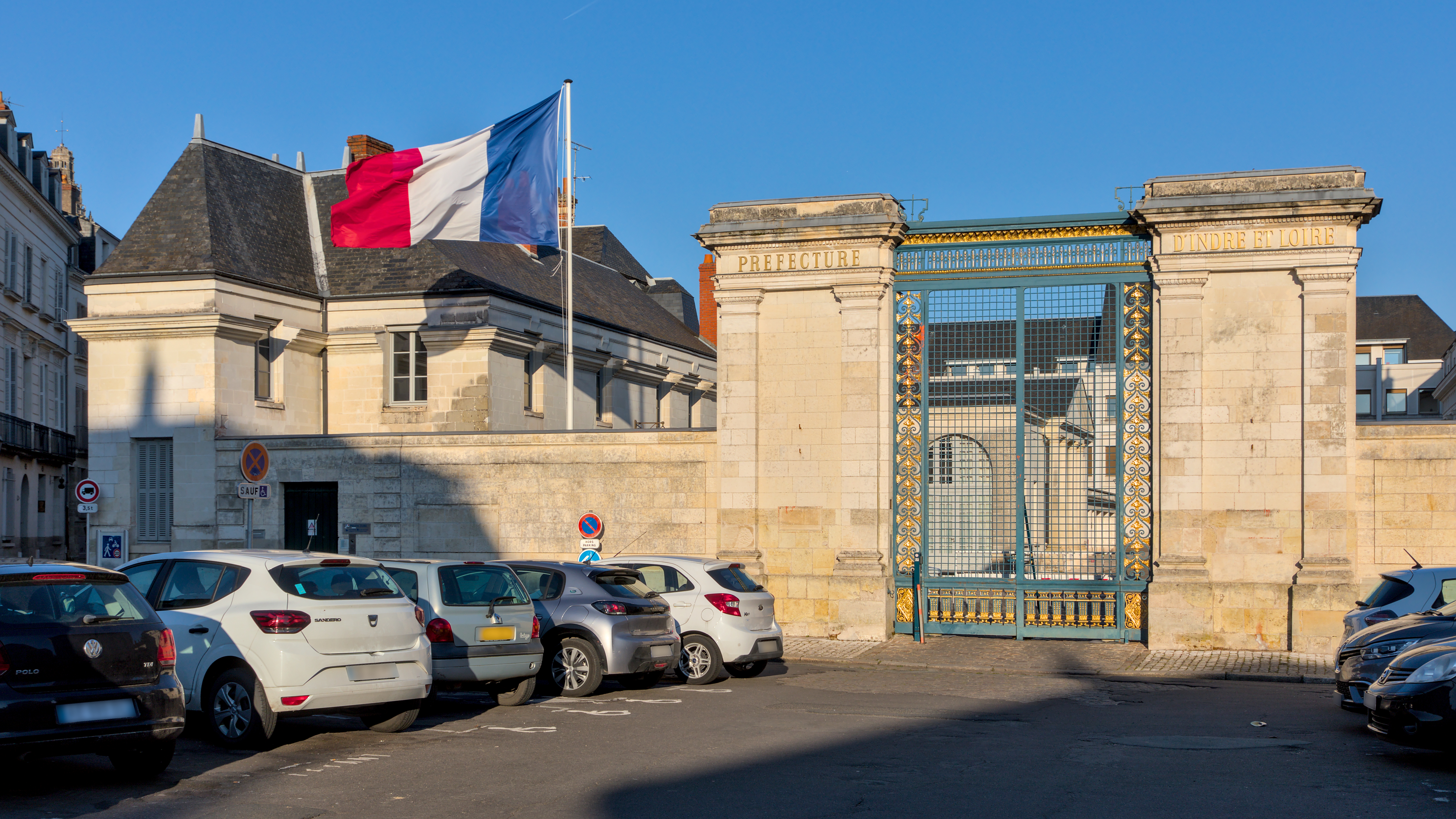
Le portail et le bâtiment nord.
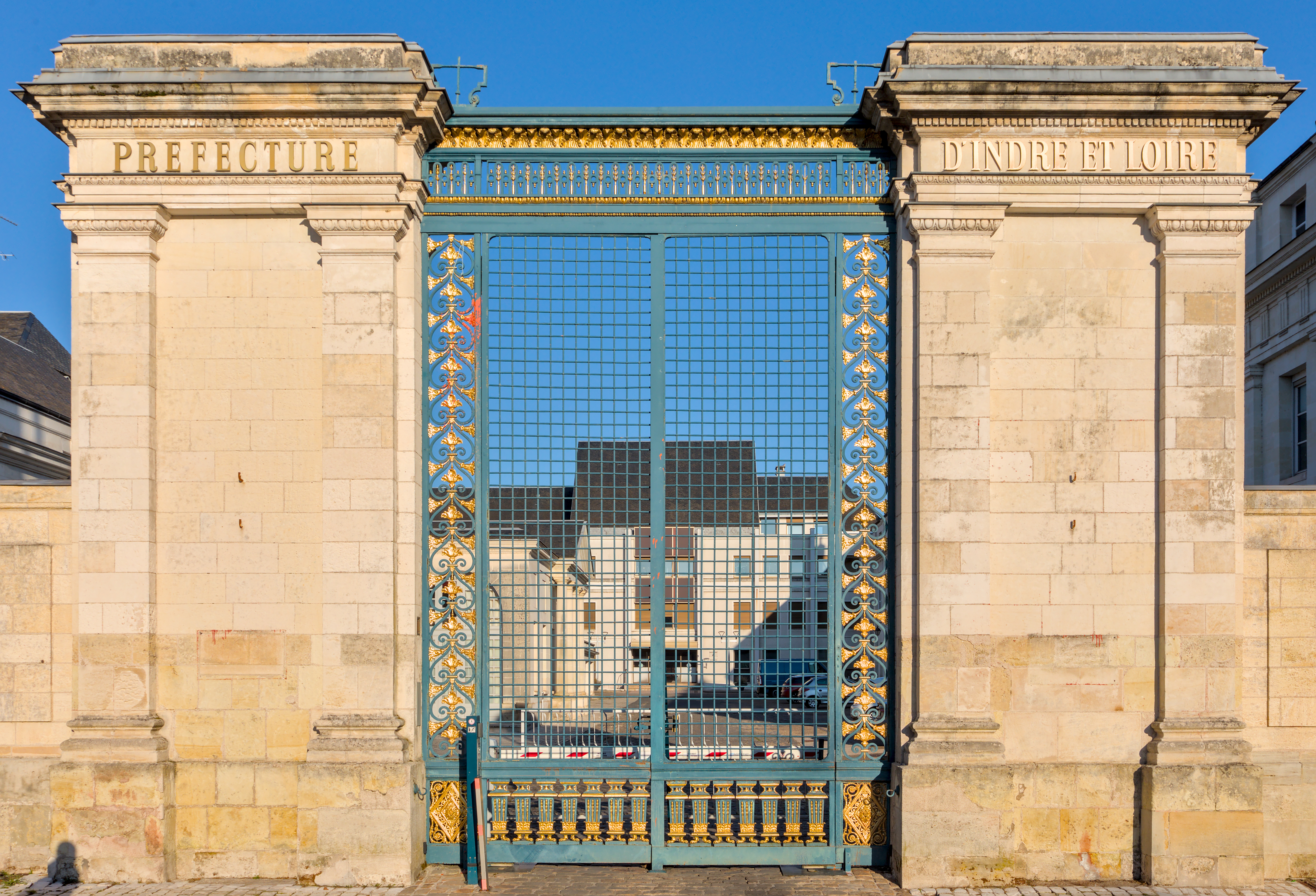
Le portail et sa grille en fer forgé.